# Emilie Benes Brzezinski
Emilie Anna Benesová, provdaná Brzezinská (21. ledna 1932 Ženeva – 22. července 2022 Jupiter) byla americká výtvarnice, sochařka. Jejím manželem byl politolog polského původu Zbigniew Brzezinski (1928–2017).

## Životopis
Emilie Anna Benesová se narodila v roce 1932 ve Švýcarsku. Byla praneteří československého prezidenta Edvarda Beneše a vnučkou jeho bratra Václava Beneše. Její otec Bohuš Beneš (1901–1977) byl československým diplomatem a novinářem. Po vypuknutí druhé světové války se rodina Bohuše Beneše přestěhovala do Londýna, v roce 1943 odcestovala lodí do USA a pak do Kalifornie.
Studovala dějiny umění na Wellesley College ve státě Massachusetts, které ukončila v roce 1953. Poté pracovala v Harvard Literary Library, kde se setkala se Zbigniewem Brzezinskim, svým budoucím manželem. 26. května 1961 se za Brzezinského provdala. Jejich tři děti jsou synové Ian (* 1963) a Mark (* 1965) a dcera Mika (* 1967).
Po svatbě se věnovala rodině a vlastní tvorbě, první samostatnou výstavu měla až po 25 letech ve Washingtonu, D.C.
Matematik Václav Edvard Beneš byl její bratr.

## Výstavy (výběr)
- 1993 – Lintel, New Jersey[5]
- 2003 – Florence Biennale, Florencie
- 2002/03 – Museum Kampa, Praha[6]
- 2005 – Vancouver International Sculpture Biennale